# Jack Hazan
Jack Hazan (geboren am 31. März 1939 in Manchester) ist ein britischer Filmregisseur und Kameramann.

## Leben
Jack Hazan kam 1939 als Kind syrischer Einwanderer in Manchester zur Welt und verbrachte seine Jugend im Vereinigten Königreich. Ende der 1950er Jahre zog er nach Kalifornien, um Film an der University of California, Los Angeles zu studieren. Danach kehrte er Anfang der 1960er Jahre zurück in seine britische Heimat. Hier arbeitete Hazan zunächst als Kameraassistent für die Filmabteilung der BBC. Danach war er als Kameramann für Fernsehdokumentationen tätig. Ab 1969 drehte er als Regisseur mehrere Kurzfilme, darunter Grant North über den Landschaftsmaler und Bildhauer Keith Grant und The Films of Robert Bolt über den Dramatiker Robert Bolt. 1970 drehte er als Kameramann Auftritte der Musiker Jimi Hendrix und The Doors beim Isle of Wight Festival. Im selben Jahr überzeugte Hazan den britischen Maler David Hockney davon, einen Dokumentarfilm über ihn und seinen Freundeskreis zu drehen. Hierbei vermischte Hazan dokumentarische mit fiktionalen Elementen. Die Dreharbeiten des Films dauerten mit Unterbrechungen bis 1973. Auf dem Locarno Festival erhielt der Film mit dem Titel A Bigger Splash 1974 einen zweiten Preis der internationalen Jury. Auch um seine anderen Projekte zu finanzieren, arbeitete Hazan in den 1970er Jahren wiederholt als Kameramann für die Informationssendung World in Action des Fernsehsenders ITV Granada. Ende des Jahrzehnts führte er zusammen mit David Mingay Regie beim halbdokumentarischen Konzertfilm Rude Boy über die Punkband The Clash. Hierbei arbeitete Hazan teilweise auch als Kameramann und filmte mit einer Handkamera Bühnenauftritte der Band während ihrer 1978er Konzerttour Give 'Em Enough Rope. Der Film lief im Wettbewerb der Internationalen Filmfestspiele Berlin 1980. Nachdem er zwischenzeitlich in den Vereinigten Staaten Werbefilme gedreht hatte, filmte er 1985 verschiedene Videoclips für die britische Band Dexys Midnight Runners. 1998 entstand unter seiner Regie der Film Comic Act, bei dem er die Londoner Stand-up-Comedy-Szene porträtierte.

## Filmografie Auswahl
- 1969: Grant North (Kurzfilm)
- 1970: Meeting the Man (Kurzfilm)
- 1972: The Films of Robert Bolt (Kurzfilm)
- 1973: A Bigger Splash (Spielfilm)
- 1973: Jenny’s Diary (Kurzfilm)
- 1980: Rude Boy (Spielfilm)
- 1982: Techniques in Bandaging (Kurzfilm)
- 1998: Comic Act (Spielfilm)